# کره جنوبی در المپیک تابستانی ۲۰۱۲

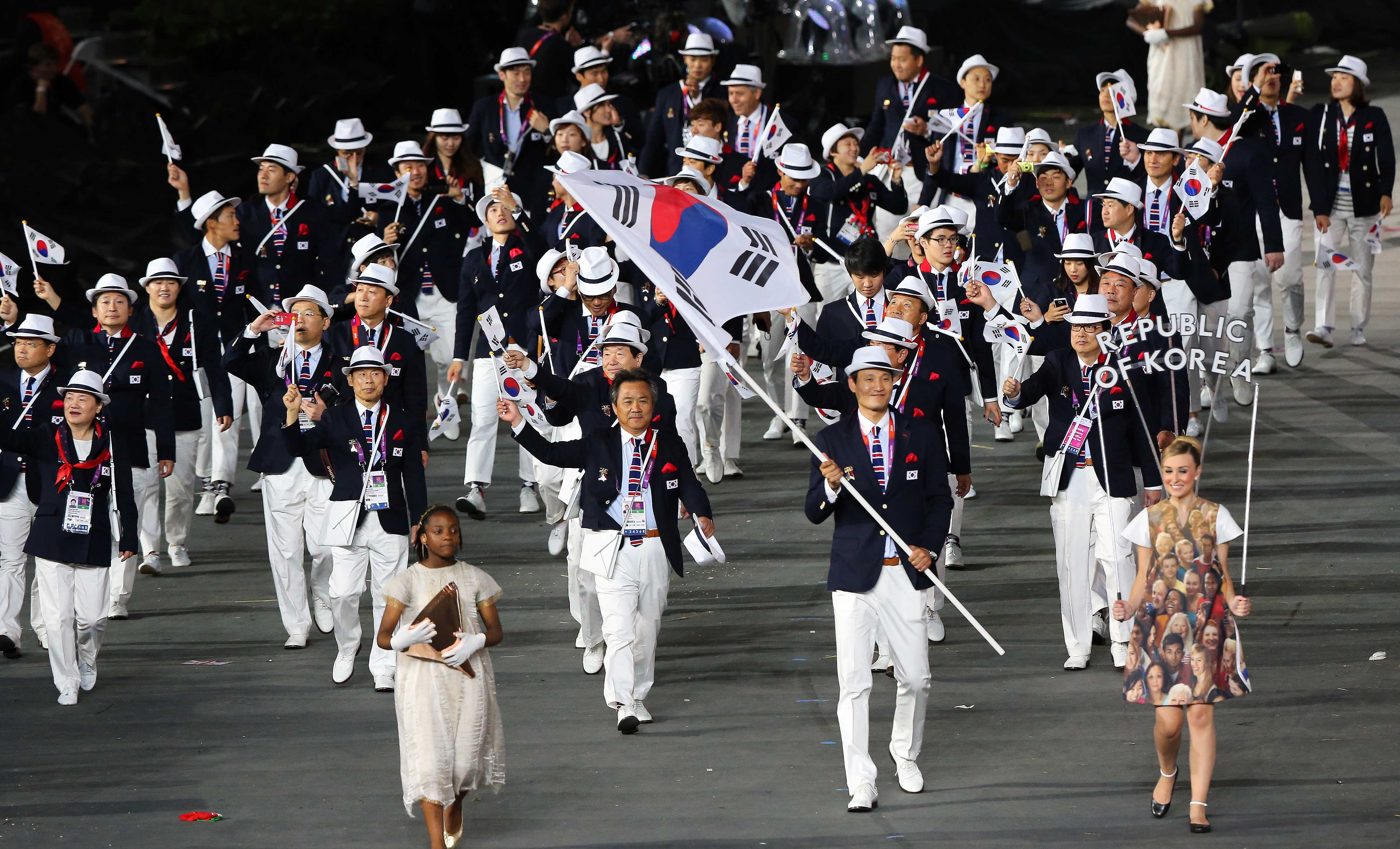
کاروان تیم های ملی کره جنوبی

کره جنوبی در بازی‌های المپیک تابستانی ۲۰۱۲ که در شهر لندن بریتانیای کبیر برگزار شد، کاروان کره جنوبی با ۲۴۸ ورزشکار در این رقابت‌ها شرکت کرد و موفق به کسب ۲۸ مدال (۱۳ طلا، ۸ نقره، ۷ برنز) شد. در جدول رتبه‌بندی توزیع مدال‌ها، کره جنوبی در ردهٔ ۵ مسابقات قرار گرفت.